# Ken Gudman
Ken Gudman (* 5. Oktober 1947 in Kopenhagen; †  17. September 2003) war ein dänischer Schlagzeuger und Musiker.
Ken Gudman spielte als Schlagzeuger in vielen aufstrebenden Beat- und Rockbands Dänemarks in den frühen 1960er Jahren, unter anderem bei: The Defenders, Young Flowers, 1972 in Culpeper’s Orchard, bei Mo-I-Rana von 1972 bis 1974, Fly United von 1975 bis 1976, Savage Rose von 1973 bis 1974, außerdem mit den Starfuckers sowie 1987 in Peter Thorups Den Benhårde Trio. In dem dänischen Film Villa Vennely hatte er 1964 als Schlagzeuger der fiktiven Band The Danish Sharks einen Auftritt.
Außerdem spielte er auf einigen Touren mit Alexis Korner, der viel mit Peter Thorup kooperierte, vor allem in Deutschland. Nebenbei arbeitete er als gefragter Studiomusiker. Des Weiteren spielte er später bei verschiedenen Musikern und Bands Schlagzeug, so für Sebastian, Povl Dissing sowie Lasse og Mathilde.
Gudman war mit der dänischen Schauspielerin Helle Fastrup verheiratet. Nach seinem Tod wurde er auf dem Assistenzfriedhof (Assistens Kirkegård) im Kopenhagener Stadtteil Nørrebro beigesetzt.
Mit den Einnahmen aus dem Gedenkkonzert vom 12. Oktober 2003 zum Tod von Ken Gudman in Amager Bio (Amager) wurde der Ken Gudman Prisen (Ken-Gudman-Preis) gestiftet, ein Musikpreis für besonders verdiente dänische Schlagzeuger. Dieser wird seit 2003 vergeben und beinhaltet ein jährliches Preisgeld von 12.500 Kronen. Die aus dem damaligen Gedenkkonzert gemachten Einnahmen reichen von 2003 bis 2013, bei einem jährlichen, gleich bleibenden Preisgeld.